# Oberkamps
Oberkamps ist ein Ortsteil der Hansestadt Seehausen (Altmark) im Landkreis Stendal in Sachsen-Anhalt.

## Geographie
Das Dorf liegt fünf Kilometer nordöstlich der Hansestadt Seehausen (Altmark) und neun Kilometer südsüdöstlich von Wittenberge. Die Nachbarorte sind Unterkamps im Norden, Bälow und Ronien im Nordosten, Rühstädt im Osten, Schüring im Südosten, Klein Holzhausen im Süden, Nienfelde und Feldneuendorf im Südwesten, Wegenitz im Westen sowie Ostorf im Nordwesten.

## Geschichte
Johann Marchal stellte am Anfang den 20. Jahrhunderts Informationen über das ehemalige Kolonistendorf zusammen. Oberkamps war wohl früher Ödland, ein Deichschloss. Ab 1776 siedelte Friedrich der Große hauptsächlich alte Soldaten und Invaliden auf diesem Heller an. Genannt wurden die Familiennamen Fascher, Paling, Seidelmann, Bäderkerl, Pagenkopf. Früher sagten die alten Leute für Oberkamps auf dem Heller. Die Kolonisten erbauten sich Gebäude, in denen zwei oder vier Familien wohnten. Von diesen hatten sich mehrere wie in Unterkamps auf Kosten der eingegangenen Höfe in Ostorf, von Seehäuser Land und Kleinholzhäuser Land zu Grundsitzern und Erbhofbauern entwickelt.:S. 31
Auf dem Urmesstischblatt von 1843 und auf dem Messtischblatt von 1873 ist der Ort als Heller verzeichnet. Im Gemeindelexikon von 1873 ist die Colonie Camps (Ober- und Untercamps) als Wohnplatz zur Landgemeinde Klein Holzhausen genannt.

### Friedhof
Der Oberkampser Friedhof lag etwa 500 Meter südlich des Ortes an der Elbdeichwässerung, die früher Große Wässerung genannt wurde. Im Jahre 1802 hatte Inspektor Bohm in Seehausen einen neuen Friedhof für den Ort in Klein Beuster beantragt. Er schrieb, dass der Kamps (Oberkamps, früher Heller) vor 50 Jahren aufgebaut, 20 Wohnungen mit 50 Familien hat, für die Grabstellen fehlen. Er schlug vor, den neuen Friedhof auf dem Pfarracker vor dem Dorf anzulegen. Der Neuteil des Kirchhofes in Klein Beuster genügte nicht. Die Kampser kauften sich am 1837 von der Stadt Seehausen Land an der Großen Wässerung und legten einen eigenen Friedhof an.

### Eingemeindungen
Am 1. April 1940 erfolgte der teilweise Zusammenschluss der Gemeinde Klein Holzhausen mit anderen Gemeinden. Die Ortsteile Oberkamps und Unterkamps bis einschließlich der Wässerung mit den Rühstedter Wiesen sowie der Ortsteile Groß Wegenitz und Klein Wegenitz wurden mit den Gemeinden Beuster, Scharpenlohe, Werder, Ostorf (ohne die Höfe Falcke, Herper und Neubauer im südlichen Teil von Ostorf) zu einer neuen Gemeinde mit dem Namen Beuster zusammengeschlossen. Mit anderen Worten: Oberkamps wurde umgegliedert. Es kam von der aufgelösten Gemeinde Klein Holzhausen zur neuen Gemeinde Beuster.

### Einwohnerentwicklung
| Jahr | Einwohner |
| ---- | --------- |
| 1905 | [0]72     |
| 2014 | [00]26    |
| 2020 | [00]26    |
| 2021 | [00]25    |
| 2022 | [0]26     |
| 2023 | [0]23     |

## Religion
Die evangelischen Christen aus Oberkamps (früher: Kamps) gehörten zur Kirchengemeinde Klein Beuster und zur Pfarrei Klein-Beuster bei Groß-Beuster in der Altmark. Heute gehören sie zur Kirchengemeinde Beuster im Pfarrbereich Beuster des Kirchenkreises Stendal im Bischofssprengel Magdeburg der Evangelischen Kirche in Mitteldeutschland.